# ۲-اتیل‌هگزانوئات قلع(II)
۲-اتیل‌هگزانوئات قلع(II) (به انگلیسی: Tin(II) 2-ethylhexanoate) یک ترکیب شیمیایی با شناسه پاب‌کم ۱۶۶۸۹۷۱۲ است. شکل ظاهری این ترکیب، مایع زرد است.